# Étienne Moulinneuf
Étienne Moulinneuf, né à Marseille le 30 décembre 1706 et mort dans la même ville le 18 avril 1789 à Marseille est un peintre français, secrétaire perpétuel de l'Académie de peinture et de sculpture de Marseille.

## Biographie
Étienne Moulinneuf, second d'une famille de six enfants, est le fils d'Antoine Moulinneuf, chirurgien major des galères qui aurait inventé un remède contre l'hydropisie et meurt de la peste en 1720, et de Thérèse Bœuf. Marié une première fois en 1728, syndic des peintres et sculpteurs de Marseille en 1740, il épouse en secondes noces, en 1766, Marie-Anne Chauvin qui lui donnera une fille, Julie, née le 24 décembre 1768 dans un immeuble situé à l'angle de la rue du Tapis-Vert et du cours Belsunce relevant de la paroisse de l'église Saint-Martin. Étienne refuse d'envoyer sa fille au couvent et s'occupe personnellement de son éducation. Julie se mariera avec Joseph Vincent Pellizzone et écrira ses souvenirs.
Jean-Joseph Kapeller et Michel-François Dandré-Bardon, avec la collaboration d'autres artistes tels qu'Étienne Moulinneuf ou le sculpteur Jean-Michel Verdiguier, proposent la création à Marseille d'une Académie de peinture et de sculpture à l'approbation du gouverneur de Provence, le duc de Villars. Ce dernier approuve le 28 décembre 1752 une telle création et autorise la tenue des réunions de cette nouvelle assemblée dans les locaux de l'arsenal des galères. Le 19 mars 1756, la ville de Marseille accorde à l'Académie de peinture une subvention annuelle de 3 000 livres, aide autorisée par le Conseil d'État le 15 juin 1756. Étienne Moulinneuf sera membre de cette académie et deviendra, en 1754, secrétaire perpétuel, poste que lui cède Kapeller et qu'il occupe durant trente six ans.
Affable et sociable, il est avec Jean-Joseph Kapeller membre de la loge maçonnique Saint Ferréol dès 1750. Il laisse à ses contemporains le souvenir d'un dessinateur et peintre de talent mais surtout d'un cœur simple et grand.

### Œuvres picturales
Étienne Moulinneuf peint essentiellement des natures mortes, des trompe-l'œil, des paysages et des portraits, dont l'essentiel se trouve dans des collections particulières. Très peu d'œuvres sont conservées dans des musées ; on peut citer les suivantes :
- Le Salut à l'étoile : ce tableau est conservé au musée de la marine de Marseille situé à l'intérieur du palais de la Bourse. Il a été réalisé dans les circonstances suivantes : après la défaite de la bataille des Saintes contre les Anglais en avril 1782, la chambre de commerce de Marseille avait accordé à l'Hospice des enfants abandonnés une subvention de 3 000 livres pour venir en aide aux familles des marins morts au combat. Pour rappeler ce geste de générosité, les administrateurs de l'hospice commandent en 1783 un tableau à Moulinneuf qui s'inspire du jeton de la chambre consulaire représentant des vaisseaux guidés par l'étoile polaire et battant le pavillon blanc à croix bleue de Marseille. Sur le tableau on remarque des enfants saluant l'étoile, les lettres E.A. (Enfants Abandonnés) tracées sur un ballot ainsi que le chiffre 3 000 pour rappeler le montant de la donation[7].
- Autoportrait en trompe-l'œil avec coquillages et objets scientifiques : cette œuvre, peinture à l'huile sur papier marouflé sur toile collée sur panneau de chêne, a été achetée en 2010 par le musée d'art et d'histoire de Sainte-Menehould[8]. Cette œuvre est une réponse à une controverse. Étienne Moulinneuf avait d'abord réalisé un tableau représentant en trompe-l'œil une estampe collée sur une planche et entourée d'objets divers. Cette estampe, figurant l'enlèvement d'Europe d'après une œuvre de François Boucher, était si bien réalisé que selon Julie Pellizzone « l'on voyait tous les traits et toutes les finesses du burin sans que le burin les ait tracés »[9]. Lorsque ce tableau fut exposé à l'Académie, certains prétendirent qu'il n'était pas possible de copier si exactement une estampe au pinceau et que c'était l'estampe même qui avait été collée sur le tableau. Afin de faire taire ses détracteurs, il présente une composition similaire mais avec une estampe représentant son portrait qui n'a point été gravé et dont il faut attribuer l'existence au seul pinceau. C'est ce dernier tableau qui est exposé au musée et dont les analyses effectuées par le laboratoire du Louvre montrent que le peintre a bien utilisé une seule feuille.

Œuvres d'Étienne Moulinneuf
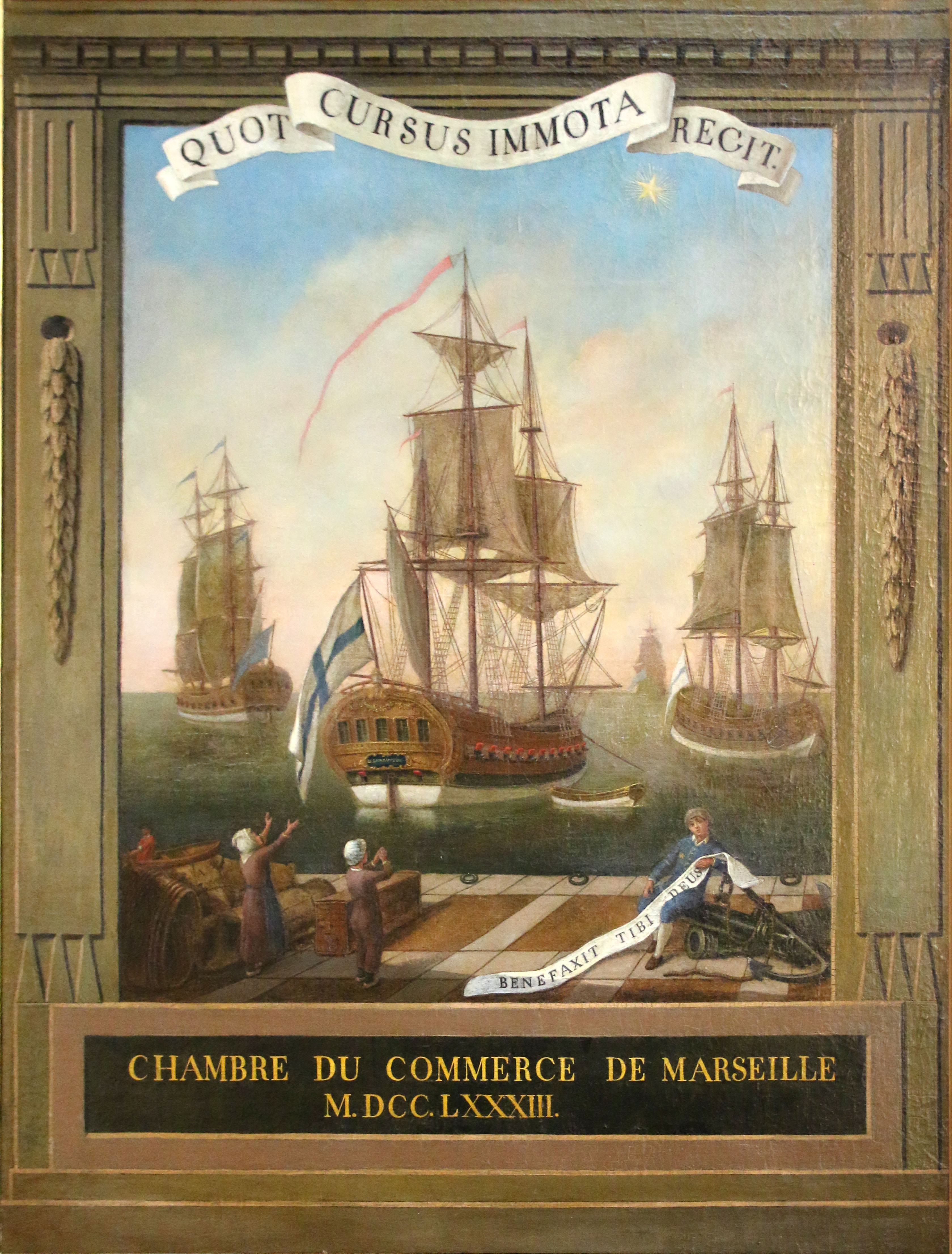
Le Salut à l'étoile (1783), Marseille, musée de la Marine.
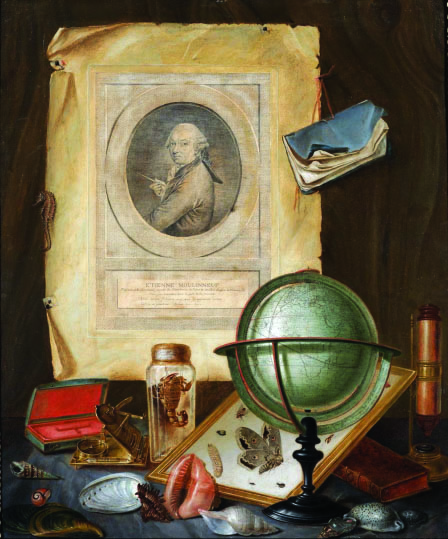
Autoportrait en trompe-l'œil avec coquillages et objets scientifiques, Sainte-Ménehould, musée d'art et d'histoire.

### Œuvres écrites
Étienne Moulinneuf est également un homme de plume. Outre les discours qu'il prononce à l'Académie de peinture et de sculpture de Marseille pendant une trentaine d'années en tant que secrétaire perpétuel, il échange une abondante correspondance avec Dandré-Bardon qu'il admire particulièrement. Il tient également un journal et transmettra cette passion de l'écriture à sa fille, Julie Pellizzone.